# Oedodera marmorata
Oedodera marmorata är en ödleart som beskrevs av  Bauer, Jackman SADLIER och WHITHAKER 2006. Oedodera marmorata ingår i släktet Oedodera och familjen geckoödlor. Inga underarter finns listade i Catalogue of Life.
Denna geckoödla är endast känd från norra delen av huvudön i Nya Kaledonien. Den lever i låglandet och i kulliga regioner upp till 400 meter över havet. Alla revir tillsammans är maximal 12 km² stora. Habitatet utgörs av buskskogar samt angränsande skogar. Exemplaren gömmer sig ofta under lösa barkskivor. De letar på natten efter föda och klättrar på växtens grenar och kvistar.
Gruvdrift medför landskapsförändringar i regionen. Landskapet förändras även av introducerade hjort- och svindjur. Några exemplar faller offer för tamkatter. En konkurrent är den införda geckoödlan Hemidactylus frenatus. Kanske påverkas arten även av den introducerade myran Wasmannia auropunctata. IUCN kategoriserar arten globalt som starkt hotad.